# Грабовка (Ивано-Франковская область)
Грабовка (укр. Грабівка) — село в Новицкой сельской общине Калушского района Ивано-Франковской области Украины.
Население по переписи 2001 года составляло 1019 человек. Занимает площадь 18,73 км². Почтовый индекс — 77357. Телефонный код — 03472.